# John Mannion (Politiker, 1968)

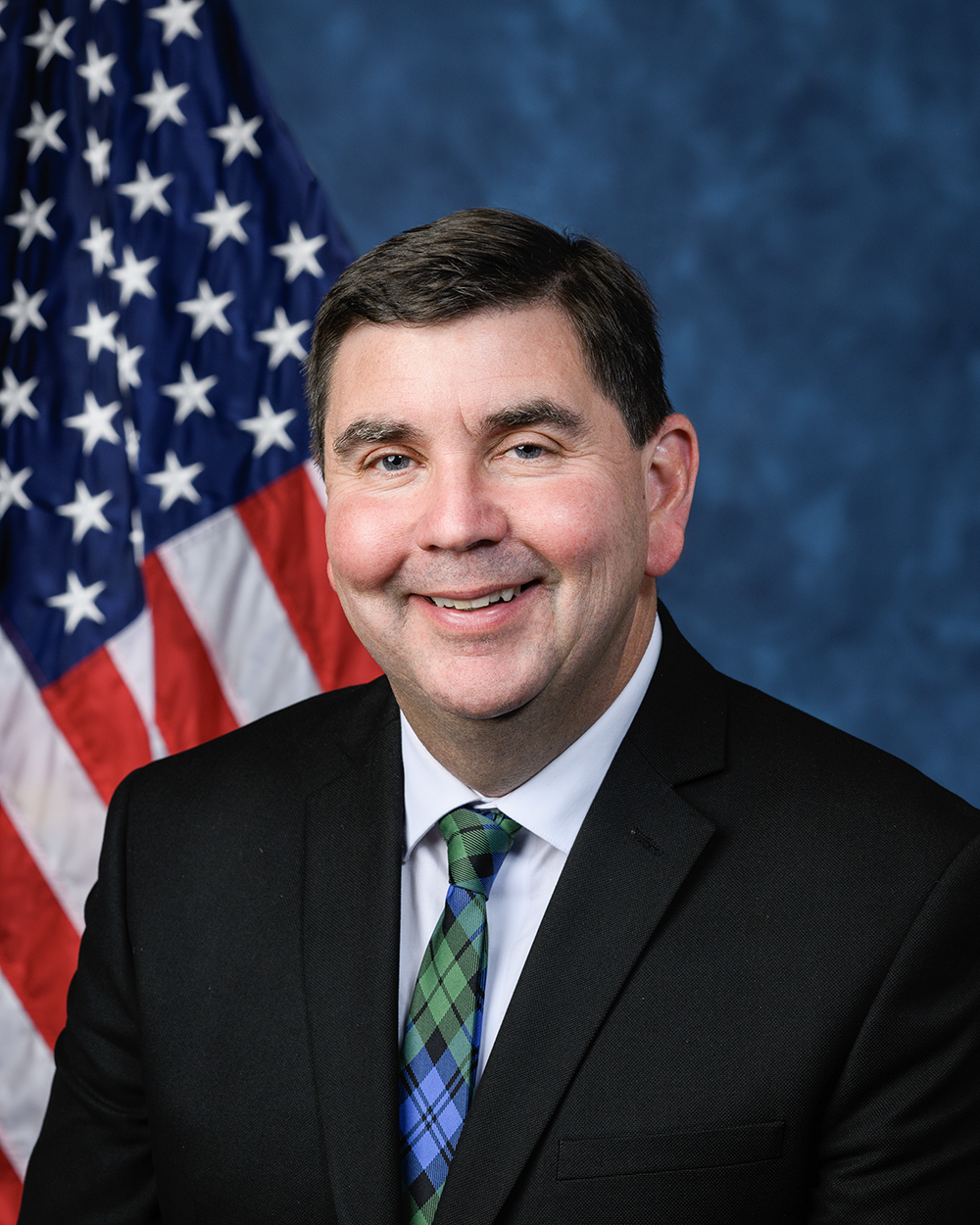
John Mannion (2025)

John W. Mannion (* 8. Juli 1968 in Syracuse (New York)) ist ein US-amerikanischer Politiker der Demokratischen Partei. Er war ab 2021 Mitglied des Senats von New York.  Mannion wurde 2024 im 22. Kongresswahlbezirk des Bundesstaates New York in das Repräsentantenhaus der Vereinigten Staaten gewählt.

## Leben
John Mannion ist Irischamerikaner und wurde als Enkel von Einwanderern aus Irland geboren. Sein Vater arbeitete für die Eisenbahn und seine Mutter bei einer Telefongesellschaft. Er wuchs in Syracuse im Bundesstaat New York auf. Er studierte an der Binghamton University und schloss dort 1990 ab. Später erwarb er 2002 einen Master an der State University of New York at Oswego.
Er unterrichtete über zwanzig Jahre in Schulen des Schulbezirks West Genesee Central. Er ist Gewerkschaftsmitglied der West Genesee Teachers' Association und war Präsident dort.
Er lebt in Geddes (New York), ist mit einer Lehrerin verheiratet und hat drei Kinder.

## Politik
John Mannion kandidierte 2018 erstmals im 50. Wahldistrikt für den Senat von New York. Der republikanische Senator John DeFrancisco hatte sich in den Ruhestand begeben. In dem zu den Republikanern tendierenden Bezirk unterlag Mannion dem Republikaner Robert Antonacci mit 47,99 % zu 50,42 %. Er trat 2022 erneut in dem Wahlkreis zur Senatswahl an. Das Wahlergebnis führte zu einer Nachzählung und zu gerichtlicher Auseinandersetzung. Im Dezember 2022 entschied ein Richter, dass Mannion die Wahl zum Senat mit zehn Stimmen Vorsprung gewonnen hatte. Er wurde im Senat von New York unter anderem Vorsitzender des Disabilities Committee und war Mitglied in Ausschüssen für Kinder und Familie, sowie für Bildung.
Er trat bei der Kongresswahl 2024 im 22. Kongresswahlbezirk New Yorks an. Vor der Vorwahl konnte er sich Wahlaufrufe der Lehrergewerkschaften und der örtlichen AFL-CIO sichern. Es wurden aber auch Vorwürfe ehemaligen Mitarbeiter bekannt, dass er ein ungesundes Arbeitsklima geschaffen hätte. Mannion entschied die Vorwahl der Demokraten für sich. In der Hauptwahl traf er auf den republikanischen Amtsinhaber Brandon Williams. Williams hatte die Aufhebung von Roe v. Wade durch die Dobbs-Entscheidung begrüßt, während sich Mannion für ein Recht auf Schwangerschaftsabbruch ausgesprochen hatte. Zusätzlich hatte Mike Johnson bei einer Wahlkampfveranstaltung für Williams die Aufhebung des CHIPS Act versprochen, durch den Arbeitsplätze im Wahldistrikt entstanden waren, und der Wahlbezirk war neu zugeschnitten worden. John Mannion erhielt 54,6 % der Stimmen in der Wahl gegen Brandon Williams.